# Persefone (Rossetti)
Persefone (o Proserpina) è un dipinto a olio su tela (125,1×61 cm) di Dante Gabriel Rossetti, realizzato nel 1874 e conservato nella Tate Britain di Londra.

## Descrizione

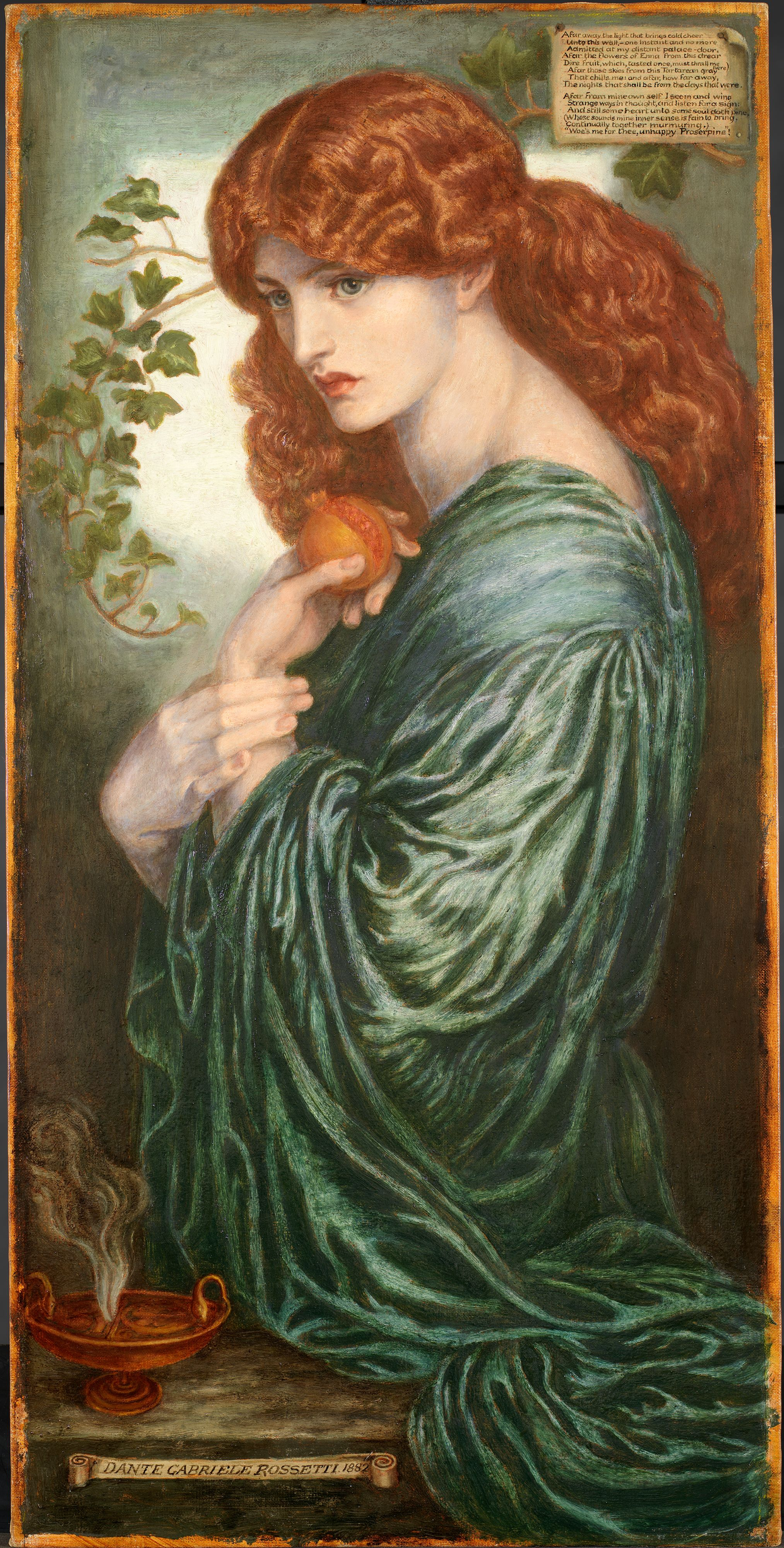
Dante Gabriel Rossetti, Ottava versione della Persefone (1882), galleria d'arte di Birmingham

Dopo la morte della moglie Elizabeth Siddal Rossetti si orientò definitivamente verso la ritrattistica femminile. In questo dipinto, realizzato nel Capodanno del 1874 (come ricordato dal cartiglio in basso), sceglie di ritrarre Jane Burden, moglie di William Morris e sua amante, nelle vesti di Persefone, regina dell'oltretomba insieme al consorte Ade. La figura di Persefone ritorna ossessivamente nella produzione pittorica di Rossetti (fra il 1872 e il 1882 realizzerà ben otto versioni di questo soggetto, alterando di volta in volta la tavolozza fino a far somigliare la modella, Jane, alla sua defunta moglie Elizabeth) e intende probabilmente alludere alla tragicità del suo matrimonio. Un'altra teoria è che stesse proiettando nei soggetti delle sue opere la sua fantasia secondo cui Jane gli era stata portata via da Morris contro la volontà di lei.
Come sottolineato dal Rossetti in una lettera, Persefone è ritratta come una vera imperatrice dell'Averno, mentre posa «in un oscuro corridoio della reggia». La dea, ripresa a mezzo busto, è ammantata in una veste blu e presenta un'espressione pensosa, quasi mesta: il suo sguardo è molto penetrante e trasmette un'emozione intensissima, come se vedesse un qualcosa che va oltre l'osservatore. Il corpo è volto di lato, il viso è rappresentato a tre quarti, la pelle è diafana e i lineamenti sono affilati e precisi, quasi aristocratici. La fulgente chioma di capelli bruni sembra quasi imprigionare l'esile volto della dea, in cui risalta la bocca, che con il suo rosso riprende il colore del melograno, così come l'acquamarina degli occhi è un vero e proprio pendant cromatico dell'azzurro della veste.
Tra le mani Persefone regge una melagrana appena sbocconcellata: si tratta di un simbolo di amore e fedeltà coniugale, ma anche di prigionia, siccome - come narra il mito - fu proprio questo frutto a negarle la possibilità di tornare stabilmente nel mondo dei vivi. Un risalto murario a sinistra della fanciulla sostiene un incensiere spento, «attributo di divinità», che richiama la dimensione spirituale di Persefone (associata dagli antichi all'immortalità dell'anima), mentre sul muro posteriore si inerpica un ramo di edera, «simbolo della memoria che avvince». La scena è immersa in un buio profondo, rischiarata esclusivamente da un quadrato luminoso alle spalle della dea che, come spiega l'artista, simboleggia la luce del mondo superiore, la quale filtra «da un'apertura improvvisamente dischiusa».
L'amore che Rossetti prova per la civiltà italiana è ribadito anche in questo quadro. In alto a destra, infatti, è riportato un componimento poetico scritto dallo stesso artista, riposto all'interno di un cartiglio e dedicato a Proserpina e alla sua infelice condizione esistenziale:
(Dante Gabriel Rossetti)
La firma, in italiano, recita: "DANTE GABRIELE ROSSETTI RITRASSE NEL CAPODANNO DEL 1874".